# Нозология
Нозологията (от гръцки: νόσος, nosos, „болест“ и λόγος „Логос“) е учение за болестите (нозологични единици), за тяхната класификация и номенклатура, което позволява да се решат основните задачи на частната патология и клинична медицина: познание на структурно-функционалните връзки при патологията, биологическите и медицински основи на заболяванията. Нозологията отговаря на въпроси като какво е това болест, с какво се отличава от здравето, какви са причините и механизмите за развитието на болестта, както и на оздравяването или смъртта.
Класификацията се базира на основни признаци на заболяванията, на етиологията, патогенезата и причините за смъртта. В медицинската литература са описани над 20 000 нозологични единици.
Нозологията се състои от следните изучавания и понятия:
- Етиология – изучаване на причините за възникване на заболяванията;
- Патогенеза – механизмите на възникване и развитие на болестта;
- Морфогенеза – морфологични изменения, възникващи при развитието на болестта;
- Учение за номенклатурата и класификацията на заболяванията;
- Теория на диагнозата и диагностицирането, тоест идентификация на заболяванията;
- Патоморфоза – учение за изменчивостта на заболяванията под влияние на различни фактори;
- Лекарски грешки и ятрогении – болестни и патологични състояния, предизвикани от действията на медицинския персонал.

|  | Тази страница частично или изцяло представлява превод на страницата „Нозология“ в Уикипедия на руски. Оригиналният текст, както и този превод, са защитени от Лиценза „Криейтив Комънс – Признание – Споделяне на споделеното“, а за съдържание, създадено преди юни 2009 година – от Лиценза за свободна документация на ГНУ. Прегледайте историята на редакциите на оригиналната страница, както и на преводната страница, за да видите списъка на съавторите. ВАЖНО: Този шаблон се отнася единствено до авторските права върху съдържанието на статията. Добавянето му не отменя изискването да се посочват конкретни източници на твърденията, които да бъдат благонадеждни. |